# اولیویرو ووژاک
اولیویرو ووژاک (انگلیسی: Oliviero Vojak; ۲۴ مارس ۱۹۱۱ – ۲۱ دسامبر ۱۹۳۲) بازیکن فوتبال اهل پادشاهی ایتالیا بود.
از باشگاه‌هایی که در آن بازی کرده‌است می‌توان به باشگاه فوتبال یوونتوس، باشگاه فوتبال پرو گوریتسیا، و باشگاه فوتبال ناپولی اشاره کرد.